# Magyarkirályfalva
Magyarkirályfalva (románul: Crăiești) Romániában, Erdélyben, Maros megyében található közepes nagyságú falu. Királyfalva közigazgatásilag Ádámos községhez tartozik. Szomszédai Küküllődombó, Sövényfalva, Küküllővár, Magyarherepe és Szásznagyvesszős.

## Fekvése
Magyarkirályfalva a Kis-Küküllő alsó szakaszának jobb oldalán helyezkedik el, Maros megye szélén, Fehér megye határának közelében. A legközelebbi nagyobb város Dicsőszentmárton, 11 km-re fekszik.

## Története
Magyarkirályfalváról az első hivatalos dokumentumok 1332-ből maradtak fent, ekkor a pápai tizedjegyzék királyi birtokként jegyezte fel, Villa Regis néven.
A történelem folyamán a falu elnevezése a következőképpen változott:
1332-ben Saceredos de Villa Regis, 1348-ban Villa Kyralfalwa, 1403 Kyrallfalwa, 1405-ben Kiralfalwa, 1513-ban Királfalwa, 1540-ben Királyfalva, 1638-ban Királyfalva, 1750-ben Királyfalu, 1850-ben Krajfaleu, 1854-ben Királyfalva, 1913-ban Magyarkirályfalva néven írták.
1332-ben már egyházas hely volt, a pápai tizedjegyzék adatai szerint ekkor Pál (Paulus) nevű papja 40, majd 14 dénár pápai tizedet fizetett.
1412-ben a Szentlélekiek, Dicsőszentmártoni Sándor, Keszi vagy Tarnóczi Székely családoké, később pedig a Somkeréki Erdélyi, Gerendi, Bánffy és Szapolyai családok birtoka volt.
1492-ben Keszi Székely László Kyralfalwa birtokbeli részét elcserélte.
1502-ben Kyralfalwa egészbirtoka Kizdi Jánosé, 1517-ben pedig Somkeréki Erdélyi Márton volt itt a birtokos.
1546-ban Tarnóczi Sebestyén testvéri szeretetből Susalit-Horváth Jánosné Romhányi Zsófiának ajándékozott Kyralffalwa-n azt a jobbágytelket, amelyen Tóháti Antal lakott.
1638-ban Kiralyfalva I. Rákóczi György birtoka volt.
A trianoni békeszerződés előtt Kis-Küküllő vármegye Dicsőszentmártoni járásához tartozott.
1910-ben 1321 lakosából 775 magyar, 9 német, 443 román, 94 cigány volt. Ebből 28 római katolikus, 515 görögkatolikus, 759 református volt.
A 2002-es népszámláláskor 1210 lakosa volt, melyből 782 magyar, 376 román, 52 cigány volt. Ebből 651 református, 385 ortodox, 95 pünkösdi és 79 egyéb volt.
2011-ben 1006 lakosából 655 magyar, 336 román, 3 cigány anyanyelvű. 2017-ben a református gyülekezet lélekszáma 536 fő.[forrás?]

### Helynevek
- Királyfalvi utcanevek: Nagyutca, Tóhát, Berek, Kenderföd, Kisutca, Repülő, Falu vége, Temető, Szőlő utca.
- Dombok: Fligoria, Csillaghegy, Berek, Szőlőbakar, Kapus-tető, Szémafű-tető, Mogyoros-tető, Lábak, Nagy erdő.
- Források: Szerelem patak forrás, Söftner Samu forrás, Békás forrás, Szilvás forrás.
- Folyóvizek: Kis-Küküllő, Szilvás patak.
- Egyéb földrajzi nevek: Livágya, Masajgó, Indiai szakadék, Akasztófa gödör, Rét, Oldal, Csere, Langas, Szalmaföld, Padéj, Sziget, Boiláék, Harhán, Bagjas.

### A református egyház

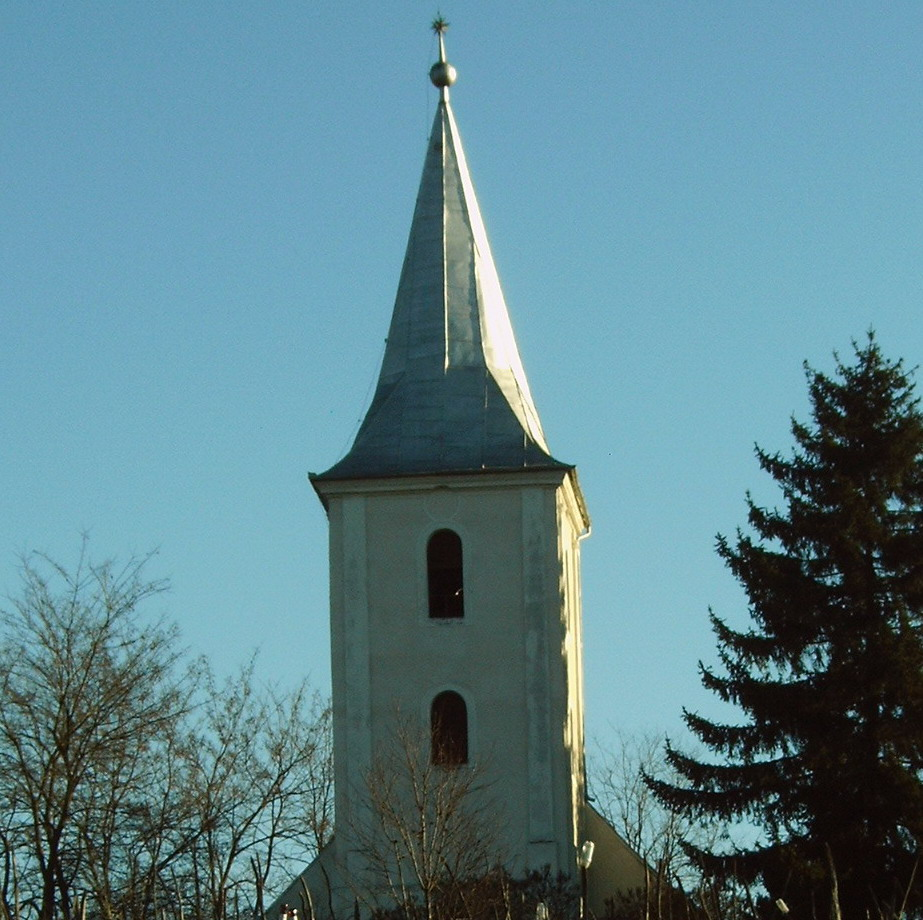
Református templom tornya

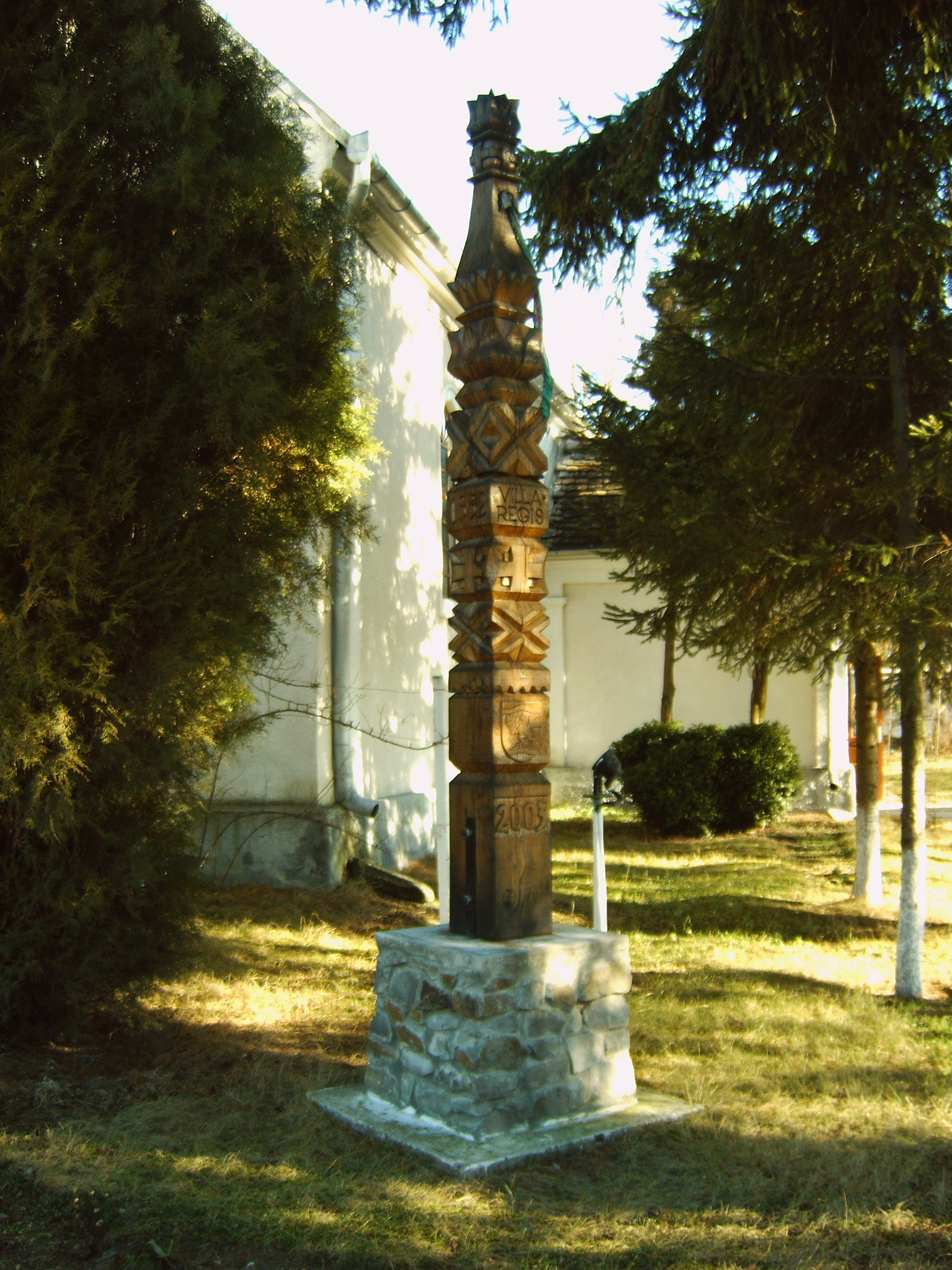
Emlékkopjafa a református templom udvarában

Magyarkirályfalva Református gyülekezete körülbelül 1568-ban alakult. Az első írásos feljegyzések már 1570-ből találhatók a levéltárban.
A gyülekezet lélekszáma 600-1000 között váltakozott az idők folyamán. A gyülekezetnek eddig 32 lelkipásztora, 146 gondnoka és 1948-ig 25 felekezeti tanítója volt. Lelkipásztora 1989-től 2017-ig Fülöp Ernő tiszteletes úr volt, 2017-től Kun Attila Árpád tiszteletes úr.
Az egész magyar társadalomra jellemző évről évre történő lélekszám apadás Királyfalva lakosságán is észrevehető, mely az elmúlt évtizedben több mint 200 fővel apadt. Sokan nyugdíjasok lettek, illetve a mezőgazdaságban dolgoznak. A fiatalok közül többen külföldön próbálnak szerencsét, illetve a különböző iskolákban, főiskolákban tanulnak. Az anyagiak miatt kevesen tanulhatnak egyetemeken.

### Régi temetők
Királyfalván két régi temető is található. A falu legrégibb temetője a templom körüli magaslaton fekszik. A földbe süllyedt, kopott sírköveken alig vagy egyáltalán nem látható az írás. Itt nyugszik Ilyés Géza (1883-1950), történész-lelkipásztor, esperes, aki ennek a magára hagyott vidéknek elkötelezett írástudója volt.
A temetők fejfái, emlékfái néprajzi, faragászati szempontból is érdekesek.

### A falu tárgyi emlékei
Magyarkirályfalva legrégebbi emléktárgyai az 1600-as évekből való értékes kegyszerek.
Kassai Ferenc 1654-ben díszes aranyveretes ezüstkanált, aranyozott szélű ezüsttányért ajándékozott a királyfalvi református egyháznak. Mindkét emléktárgyon "FRANCISCUS KASSAIAD 1654" felirat található.
Dr. Illyés Géza szerint a fentieknél még régebbi vagy legalábbis egykorú a díszes veretű, aranyserleg, aranyozott kehellyel és talppal. A talp alsó részén "S.L." rövidítés található. Az adományozó neve nem ismert, de az 1739-es jegyzőkönyvben a Kassai-adományok sorában található.
Legrégebbi kegytárgya a falu református gyülekezetének a kisebb kenyérosztó ezüsttányér.
Ennek felirata : "EZ A POHÁR ÚJTESTAMENTUM AZ ÉN VÉREMBEN KI SOKAKÉRT KIONTATOTT".
Közepén és a szélén a Mária-zászlót tartó bárány látható és 1635, ami az adományozás évét jelöli. Az ezüsttányér hátlapján "Somogyi Anna M.I." felirat olvasható. A kegyszerekhez tartozik még az egyszerű boros ónkanna is ezzel a felirattal: "AZ KIRÁLYFALVIECCELESIÁBAN CSINÁLTATOTT 1683 ESZTENDŐBEN O.P.S.A." (Pernyesi Zsigmond adta Dr. Illyés Géza bejegyzése szerint).
A felsoroltakon kívül a minden túlzás nélkül szép régi úrasztali terítők közül kettőt emelhetünk ki: Az egyik 1734-ból való lenabroszt, Bacza Mária névvel. A másik a XVIII. század elejéről maradt fent, szintén lenből készült csipkézett és sima betétű úrasztali terítő. A csipkéken zászlót, bárányt, kost látunk, a következő feliratokkal: "Jóhannes Máté, K.B.S.M.F. (C.V.S.) S.T.N.K.". Dr. Illyés Géza a Bethlen Kata adományaként jegyezte be.

### Szüret

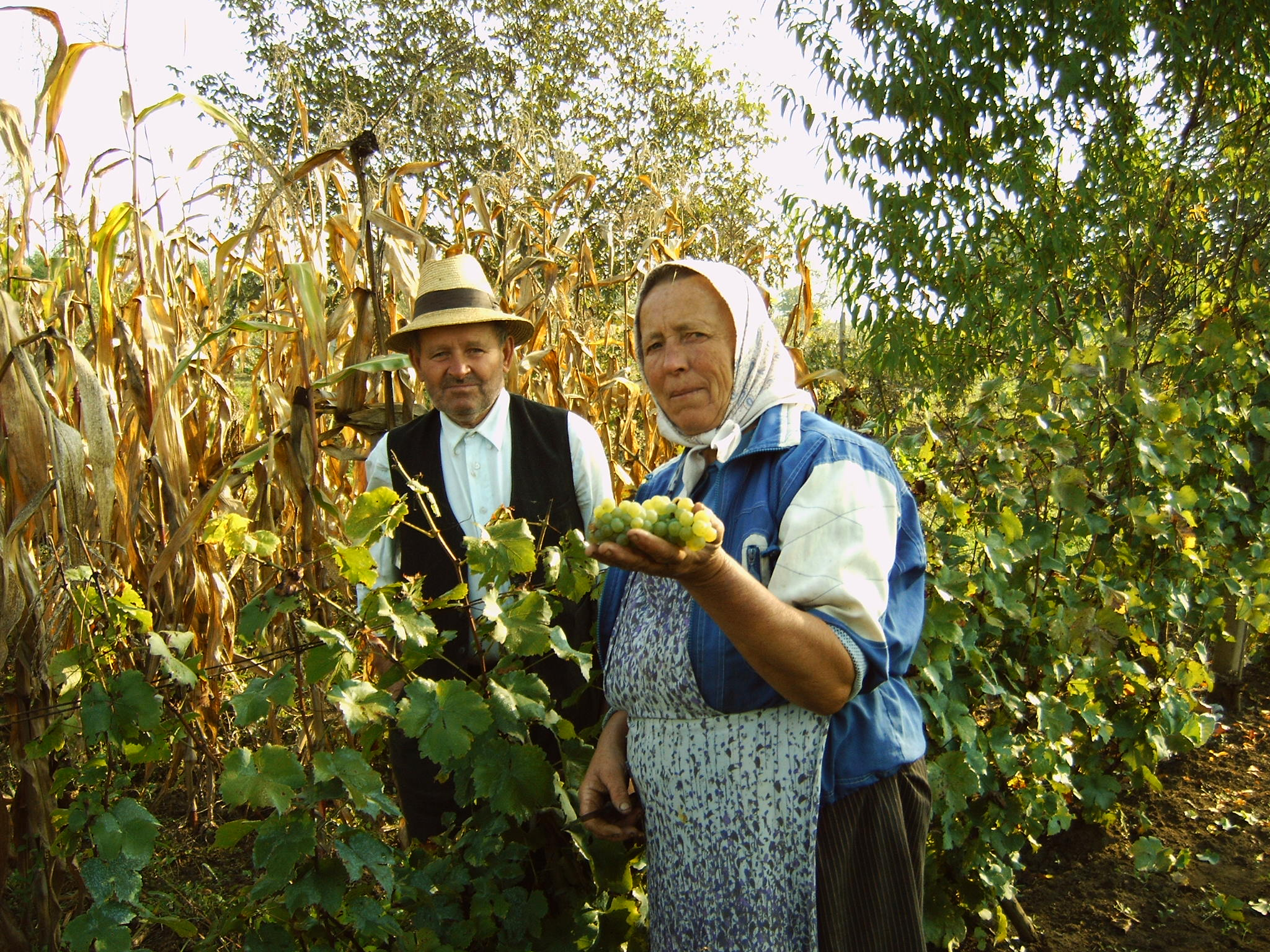
Szüret a Csillaghegyen – Csíki Márton és neje, Zsuzsa

A Gyergyói-havasokból eredő Kis-Küküllő száz kilométernyi alsó szakasz, melyben a Küküllő csendes dombok lábai előtt kanyarog nagyon alkalmas szőlő termesztésre.E vidékeken már a legrégibb időktől ismeretesek a szőlőművesség és a borkészítés fogásai, melyekről feljegyzések is maradtak. Az írott feljegyzések mellett megmaradtak még a festett templomkazetták, karzatok, úrvacsorai ötvösmunkák és hímzések, melyek szintén a Kis-Küküllő-i szőlőművességet igazolják. Például a gyalakuti templom kazettás mennyezet közepén található virágmotívumot szőlőkoszorú övezi bonyhai Bethlen család ősi címerének két alsó sarkán ott a szőlőfürt. A 16. századi magyar irodalom is megörökíti a Kis-Küküllői borokról való feljegyzéseket. 1552-ben Tinódi Lantos Sebestyén bezörget a díszes bonyhai kastélyba, de barátságtalan fogadtatásban részesült.
A Kis-Küküllő vidéki szőlőtermesztésnek kiemelkedő települése Magyarkirályfalva. A falu szájhagyománya hitelesnek tűnő legendát őriz a küküllő mente leggyakoribb szőlőfajtája, a Királyleányka eredetéről. Királyfalva legősibb és ma is leggyakoribb foglalkozása a szőlő és a bor. Ezt igazolják az egyházi irattárában megmaradt Protocollumok és Libellusok. A falu lakosságának túlnyomó többsége ma is a szőlőből él.

### Királyleányka szőlőfajta eredetéről szóló legenda
„Mikor a nagy szabadságháború vót, akkor sak ember és legény kellett a csatákba, és mefagyatkazatt a királyfalviak ereje. Má nem tudtak fizetni se a banyhai földesurnak, se az egyháznak, mert nem vót mit. Aztán vót itt egy nagy tudós pap, és ez értette jól a borcsinálását. Ha már nem tudták vót megfizetni az esketést és keresztelést(a temetésért nem járt stóla), akkor kellett a papnak fizetni napszámat. De nem csak dogaztak, hanem kellett vigyenek abból a szőlővinyigéből öt-ötet. Ötet a menyecskék és ötet az urak. És mikor született a sak gyermek, inkább leányka, mind ültették a papi szőlőbe, és azzal fizették meg a papat és a kántart. Ha erőst sok leányka született és helyekbe, csak háram nevet adtak nekijek. Nem vót csak Kata, Mári és Anna. Még mük sem kaptunk más neveket mind máig. Asztán sak gyenge gyermek is vót, ha meghóttak, a kertbe temették, de melyik más született helyettek, az is azt a nevet kapta. Dugdosták vót a vinyigét a papnak, s osztán megerőssedett és kiért a szőlő. Lett belőle ez a bar néz, ez a mai.
Na, asztán a pap, mert akas ember vót, látta, hagy egy új szőlőfajta született Királyfalván, és aztat meg kell becsültetni. Ezért mikar már sak vót belöle, att a nagy hábarú után csinált vót egy nagy keresztelőt a templamba a barnak, mert már annyi vót belőle, hogy „királyfalván az eökeör (ökör) is bart iszik” (Ez egy azóta szállóige.)
Hát arra a névre akarta keresztelni a bart, amelyik keresztelőért a legtöbb vinyigét ültették és kapálták nekije. Há ez Mári név lett vóna, vagy Anna. De att vót egy Miklas, azak már akkar is olyan nagyhangúak vótak, há att vót az a Miklas Jánas vagy hugy a bánatba hitták, és ó mondta, hagy nem haggya, mert az ő gyereke Klári lett, és ő ültette a több vinyigét. Há azak, mindig ilyen kurátar és priesbiterek vótak, engedtek utána, még a pap se akart véle kötezkedni, és engedtek vót utána. Nem keresztelték Márinak a szőlőt, de miután nagy kárpálás vót (veszekedés), a pap leállitatta a veszekedést a templamba, és ő elnevezte, hagy mindenkinek legyen igazsága, leánykának a bart. Így a falu nevével lett a bar KIRÁLYLEÁNYKA!
Hogy a legendában, melyet többen is elmondanak, mennyi a hiteles elem, azt nem tudom, de azt igen, hogy a Küküllő-menti borok egyik leggyakoribb bora a királyleányka. A királyfalvi református egyház termelte először a királyleányka szőlőt nagyobb területen, a mai papi szőlőnek nevezett Kis és Nagy Hangáson. Ennek a szőlőnek a művelését vette át az egyháztól a falu, mely után következett a környék és az egész Kis-Küküllő mente. Ma a folyó mentén, de Erdély és Románia más részein is sok száz hektáron termesztik a KIRÁLYLEÁNYKÁT"”. (elmesélte özv. Mariczka Zsuzsa és Bényi Márton Mira)
A szüret az aratókaláka utáni legnagyobb esemény, mely megmozgatja a falu apraját és nagyját. Bár munka a szüret, azért mégis a legnagyobb ünnepnek minősül, melyen a királyfalvi minden népi érték felmutatja arcát. A szüretek össznépi értékeire utal az is, hogy a XVII-XIX. századokban ez alkalmakkor leállt a bíráskodás a közeli városokban, esetleg falvakban, a diákok és mesterek segédjei szabadságot kaptak. A szüret az egyik legvidámabb ünnep, melyhez a faluban hozzátartozik a friss kalács illata, a must, az óbor, a hegedű és énekhang, valamint a birkapörkölt. Ma is sok szüreti népdalt ismer és énekel a falu lakossága. A szőlősgazdák legkésőbb augusztus 20-ig be kellett fejezzék az utolsó munkálatokat a szőlőjükben. A lágyszemre kapálás és gereblyézés után minden gazda, átadta a szőlősét a vincellérnek. A vincellérek augusztus 20-a után felelősséget vállaltak a szőlőért. A legmegbízhatóbb embereket választotta meg a falu elöljárósága mindig, akik a vincellérségük alatt nem hordhattak csak egy lábbelit. A felgereblyézett szőlős földjén csak az az egy lábnyom volt hivatalos. Ha a vincellér csizma-talpa mellett más cipőnyom is felismerhető volt a talajon, akkor nyilvánvalóan más járt a szőlőben és ilyenkor a vincellér ezért felelősséggel tartozott. A vincellér szerepe augusztus 20-tól október 20-ig tartott. Kötelessége volt, hogy elzárja a bejáratokat, szemel tartsa a réseket. A régi időkben fegyver, esetleg riasztó fegyver is volt a kezében, mely a szocializmusban elvétetett tőle. Előzménye az volt, hogy megyei aktivista párttitkárok is szerették a szőlőt, és nagy előszeretettel látogatták Királyfalvát két-három rendőr kíséretében úgy a szüret táján. Volt olyan vincellér, aki rájuk tartotta fegyverét és riasztó lövést adott le. Sajnos a fegyver még a háború elejétől nála maradt és eldugott fegyver volt, melyért hosszú éveket kellett börtönbe ülnie. Mindig a vincellér leleményessége volt, hogy milyen formában adta tudomására a falunak azt, hogy a szőlőkaput lezárta. Ezt minden gazdának tudomásul kellett vennie, és csak meghatározott napon – főleg szombaton- mehetett ki a saját szőlőjébe gyümölcsért. Ha a szőlősében járt a gazda szombaton, akkor újra el kellett gereblyézze a földet és csak úgy hagyhatta el a területet. Neki más nyoma volt, mint a vincellérnek. A szőlőbe csak meghatározott helyen volt szabad ki- és bemenni ezeken a napokon is. Ez volt egykoron és erre a mai napokban is büszke lehet a királyfalvi polgár.
Az idők teltével a gazdasági körülmények miatt és főleg a rendszerváltás után ezek a szokások egyre halványabbá váltak, szőlő sincs annyi mint régen, nagy része kipusztult, így a szőlősök nagy részét szántófölddé alakították át a tulajdonosok. Mindezek mellett Királyfalván most is ritka azaz utca, melyben ne legyen legalább egy jó pár szőlőgazda, aki finom borral kínálhatna meg az udvarába belépő vendéget.

### Balladák és énekek

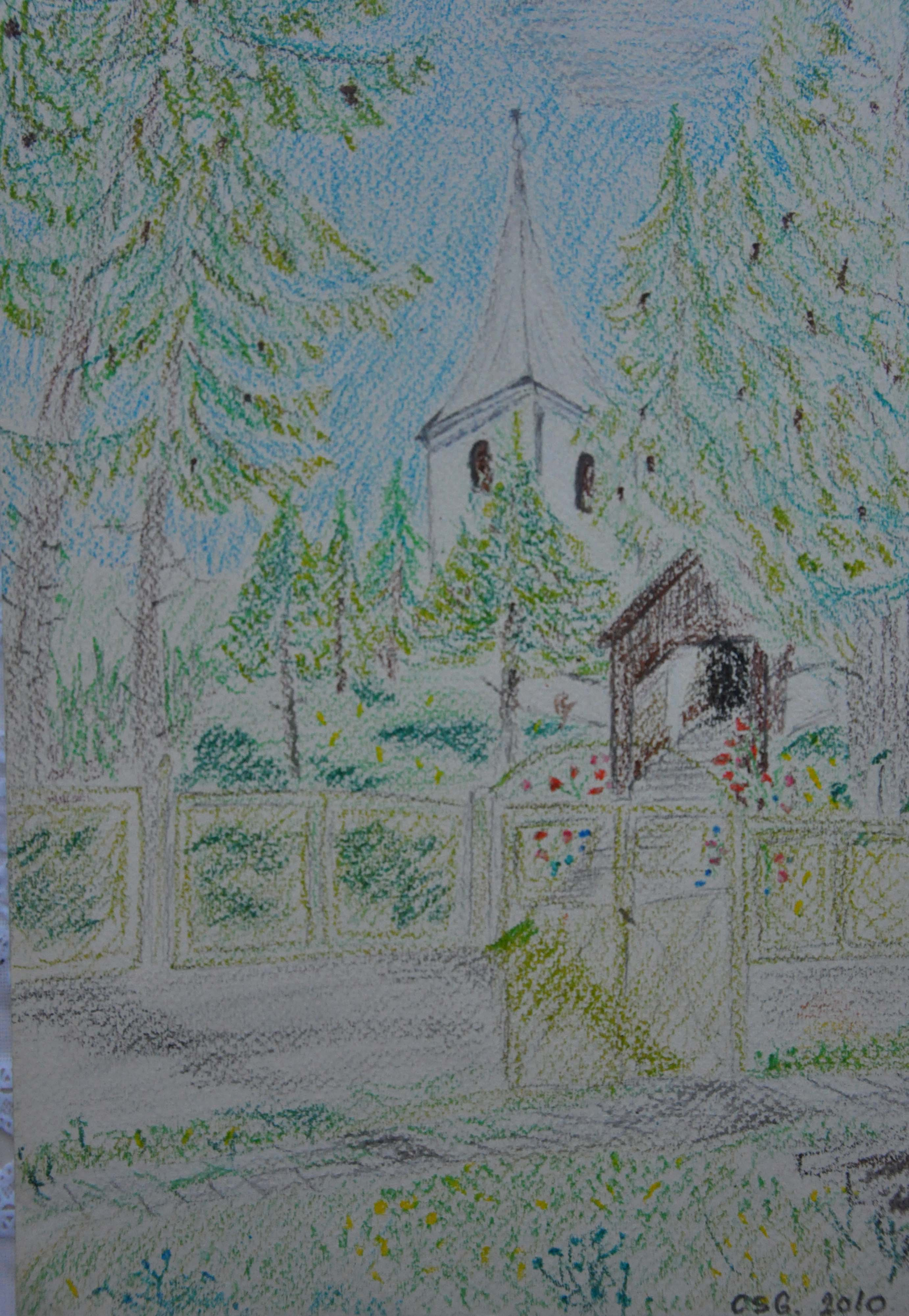
Királyfalvi torony – Csíki Géza 2010

A Kis-Küküllő vize balladákat ringat, melyek megtermékenyítették a partjain élő székely és magyar lakosság szellemiségét, kultúráját. Az évszázadok óta kb. 1000 magyar lelket számláló Magyarkirályfalváét.
Királyfalvi Nagyhegy alatt című népdal teljes tartalma:
"Királyfalvi Nagyhegy alatt,
Királyfalvi Nagyhegy alatt,
Folyik aszerelem patak,
Folyik aszerelem patak.
Aki abból vizet iszik,
Aki abból vizet iszik,
Babájától elbúcsúzik,
Babájától elbúcsúzik.
Én is abból vizet ittam,
Én is abból vizet ittam,
A babámtól elbúcsúztam,
A babámtól elbúcsúztam.
Úgy elbúcsúztam szegénytől,
Úgy elbúcsúztam szegénytől,
Mint ősszel fa levelétől,
Mint ősszel fa levelétől.
Kisérj ki babám siromig,
Kisérj ki babám siromig,
Az örök nyugadalomig,
Az örök nyugadalomig.
Jaj de szépen harangoznak,
Jaj de szépen harangoznak,
Talán az én galambomnak,
Talán az én galambomnak.
Bárcsak addig ne vinnék el,
Bárcsak addig ne vinnék el,
Amig oda nem mennék el,
Amig oda nem mennék el.
Koporsójára borulnék,
Koporsójára borulnék,
Jaj de keservesen sirnék,
Jaj de keservesen sirnék.
Úgy zokognék mint a madár,
Úgy zokognék mint a madár,
Amely elvesztette párját,
Amely elvesztette párját.
Dobj egy kapa földet reám,
Dobj egy kapa földet reám,
Talán megérdemlem babám,
Talán megérdemlem babám."
György Horváth László, a falu egykori református lelkésze, a Királyfalvi Nagyhegy alatt című könyvében e ballada mellett számos népdalt, szójárást, mondást és legendát gyűjtött össze.

## Itt születtek, itt éltek
- Itt született Ősz János (Királyfalva, 1863. február – Marosvásárhely, 1941. december 26.) tanító, népmesegyűjtő.
- Itt élt egy időben Perneszi Zsigmond is, aki Avenarius imáit fordította magyarra, és több más munkát is kiadott.

## Képek

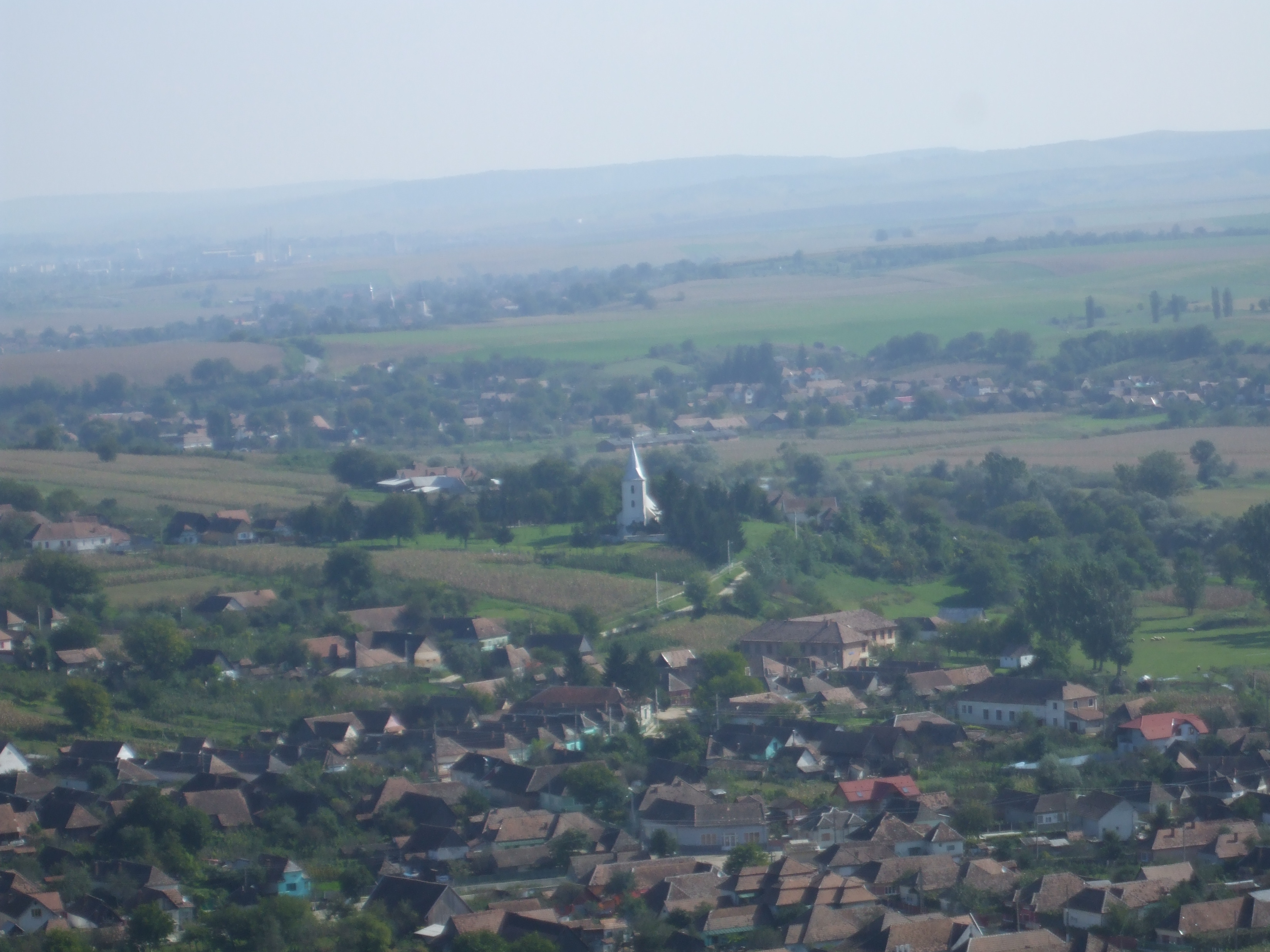
Királyfalvi panoráma
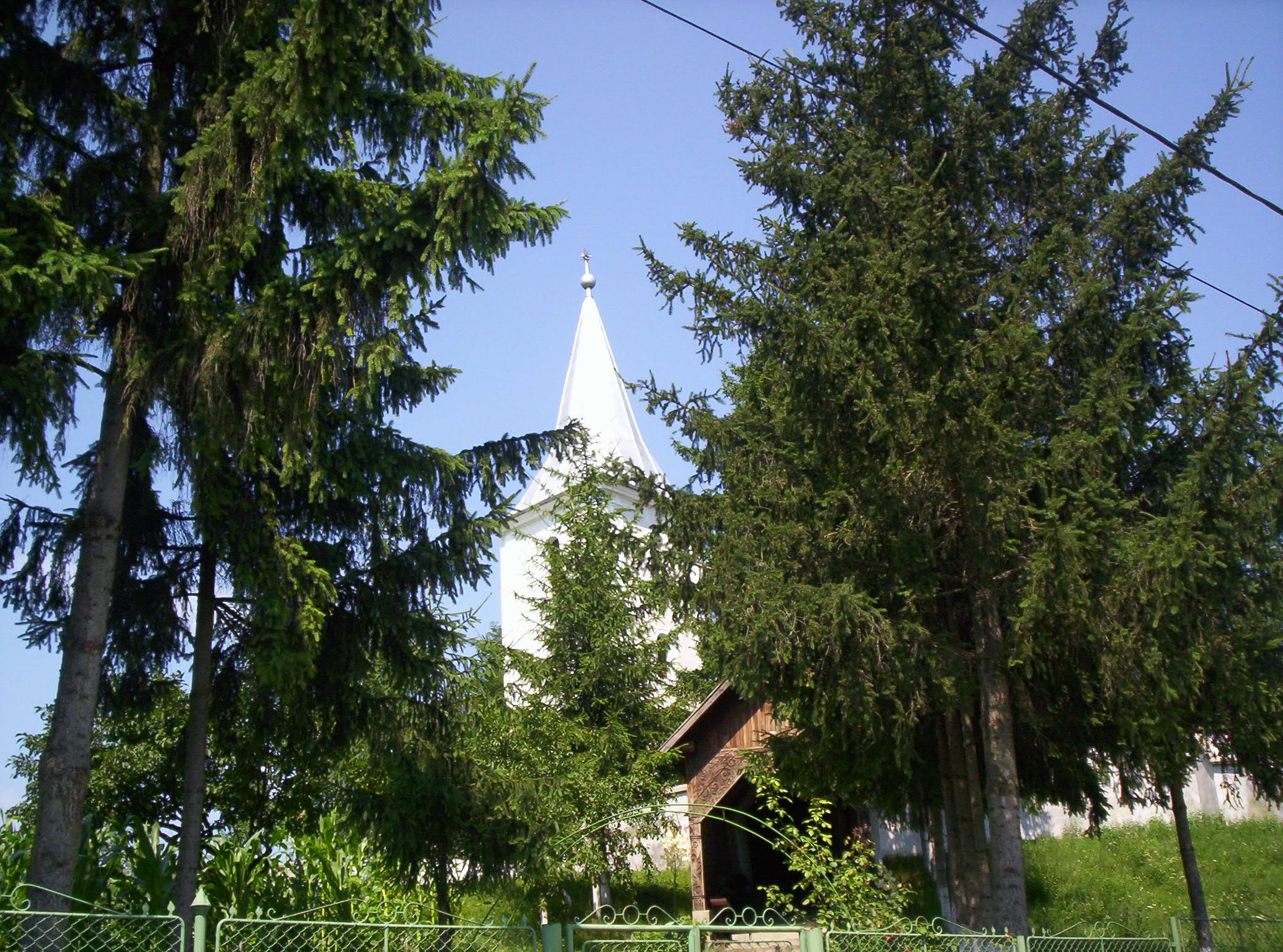
Református templom
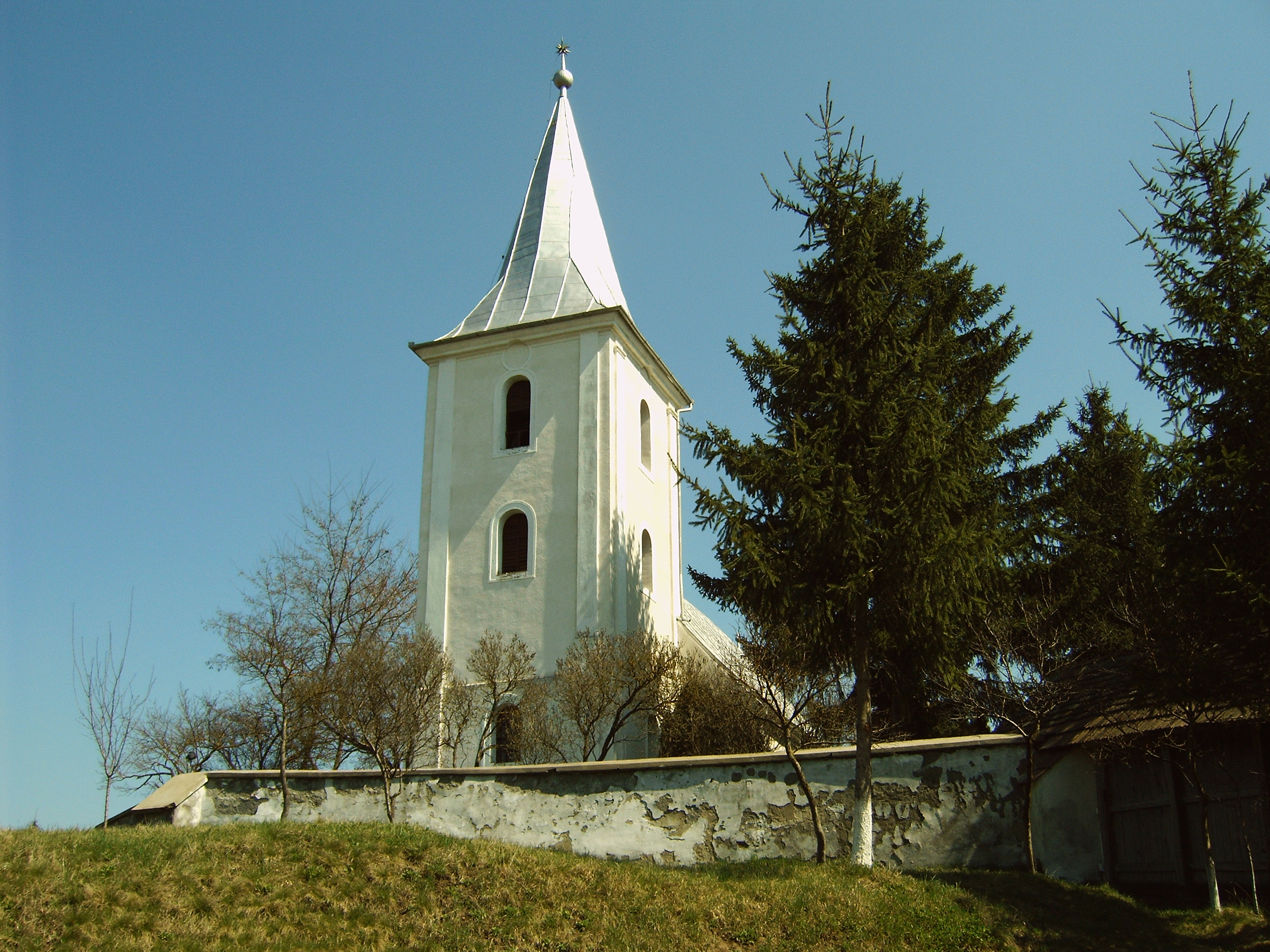
Királyfalvi torony
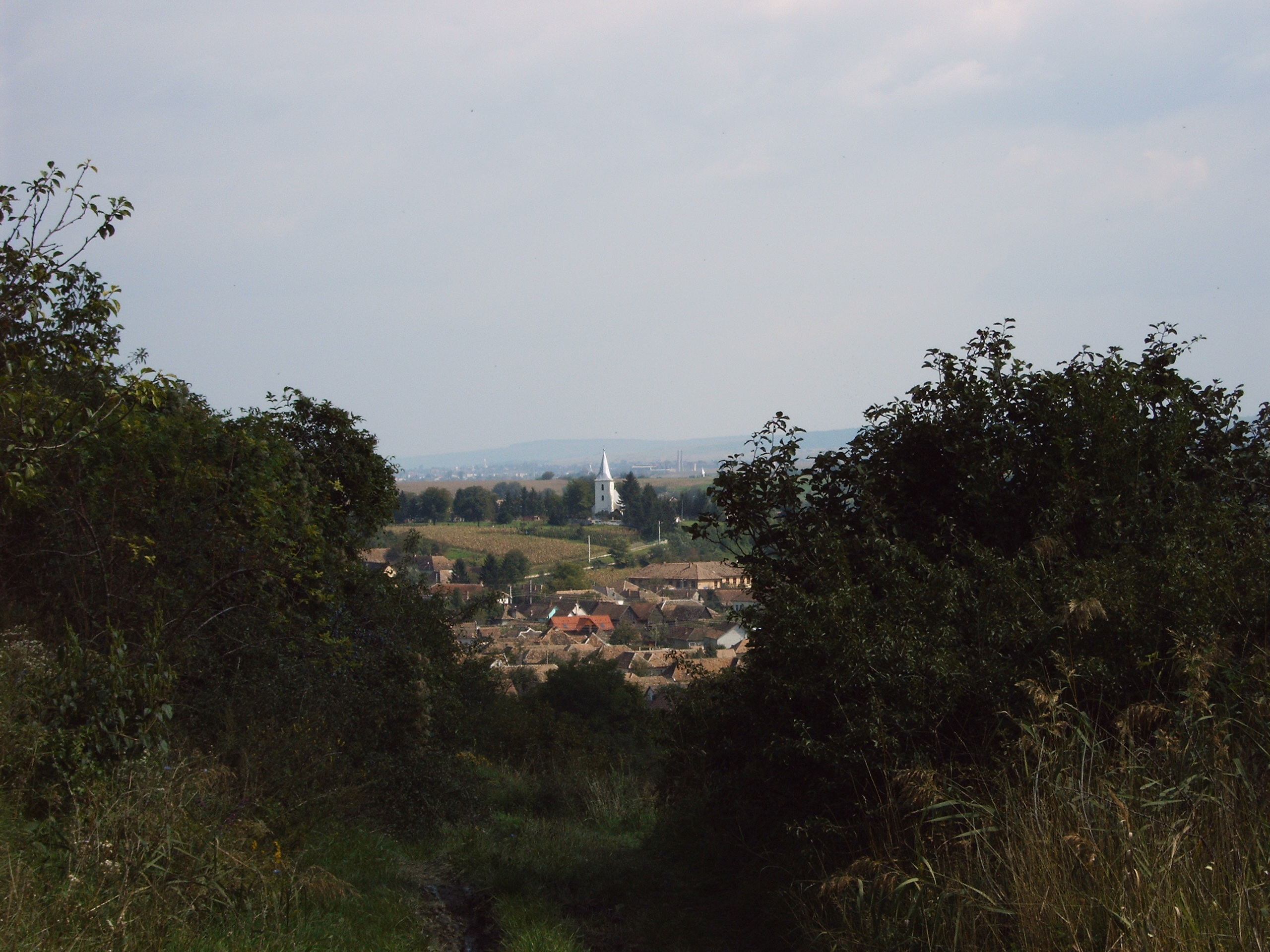
Látkép a Fligoria tetőről (397 m)
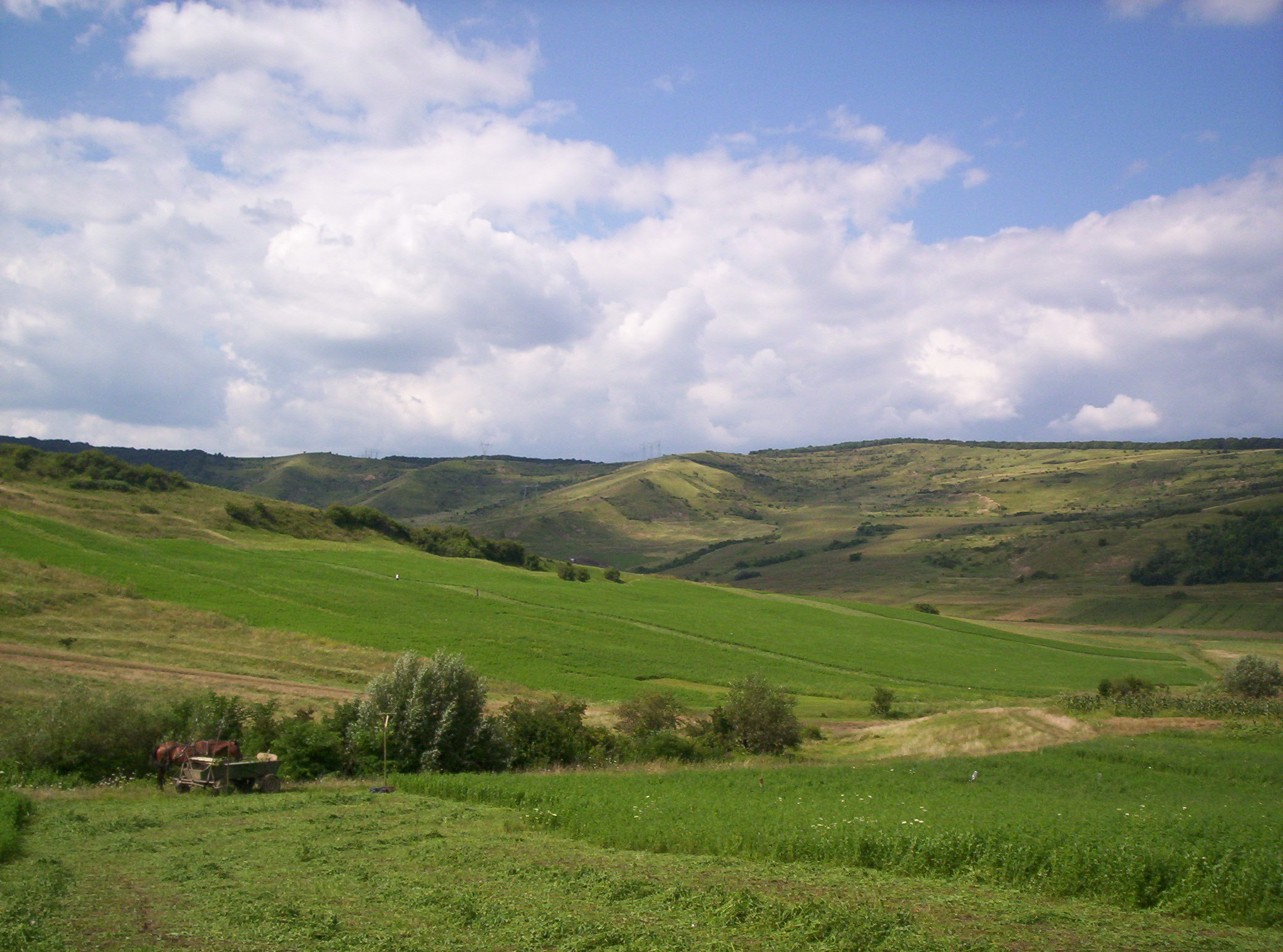
Rapó-Csejd Lucernás
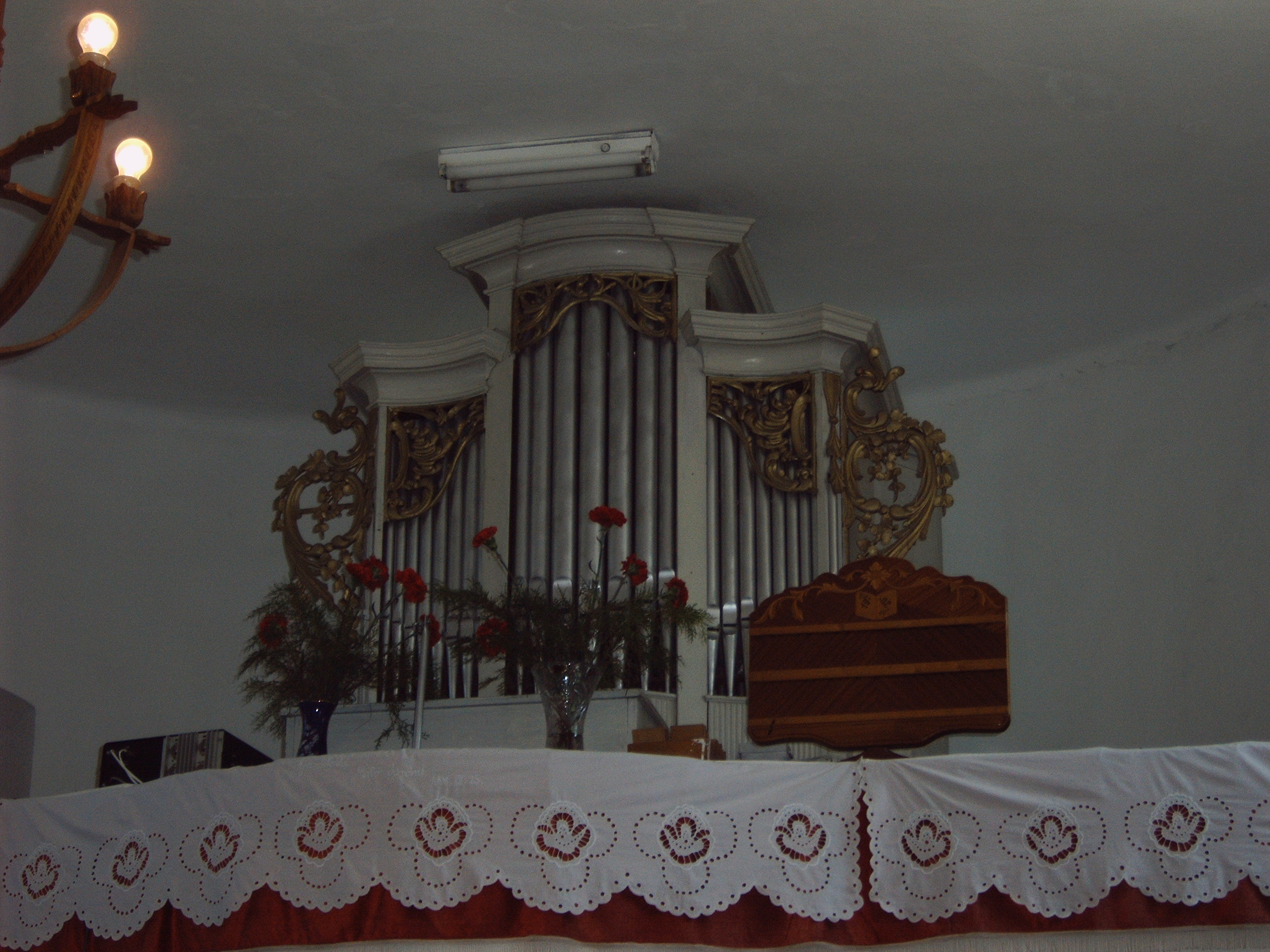
Református templom orgonája
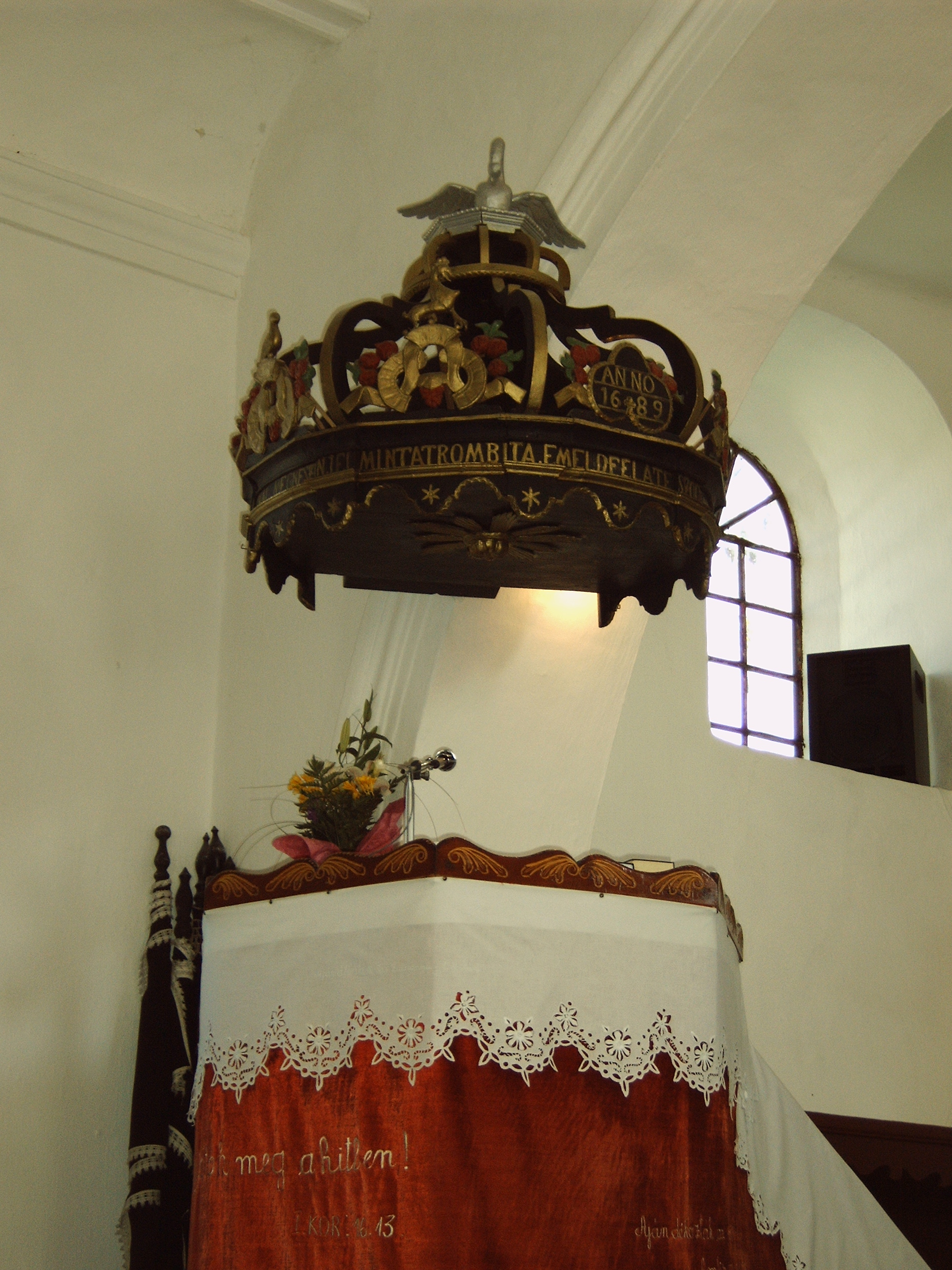
Református templom szószéki koronája
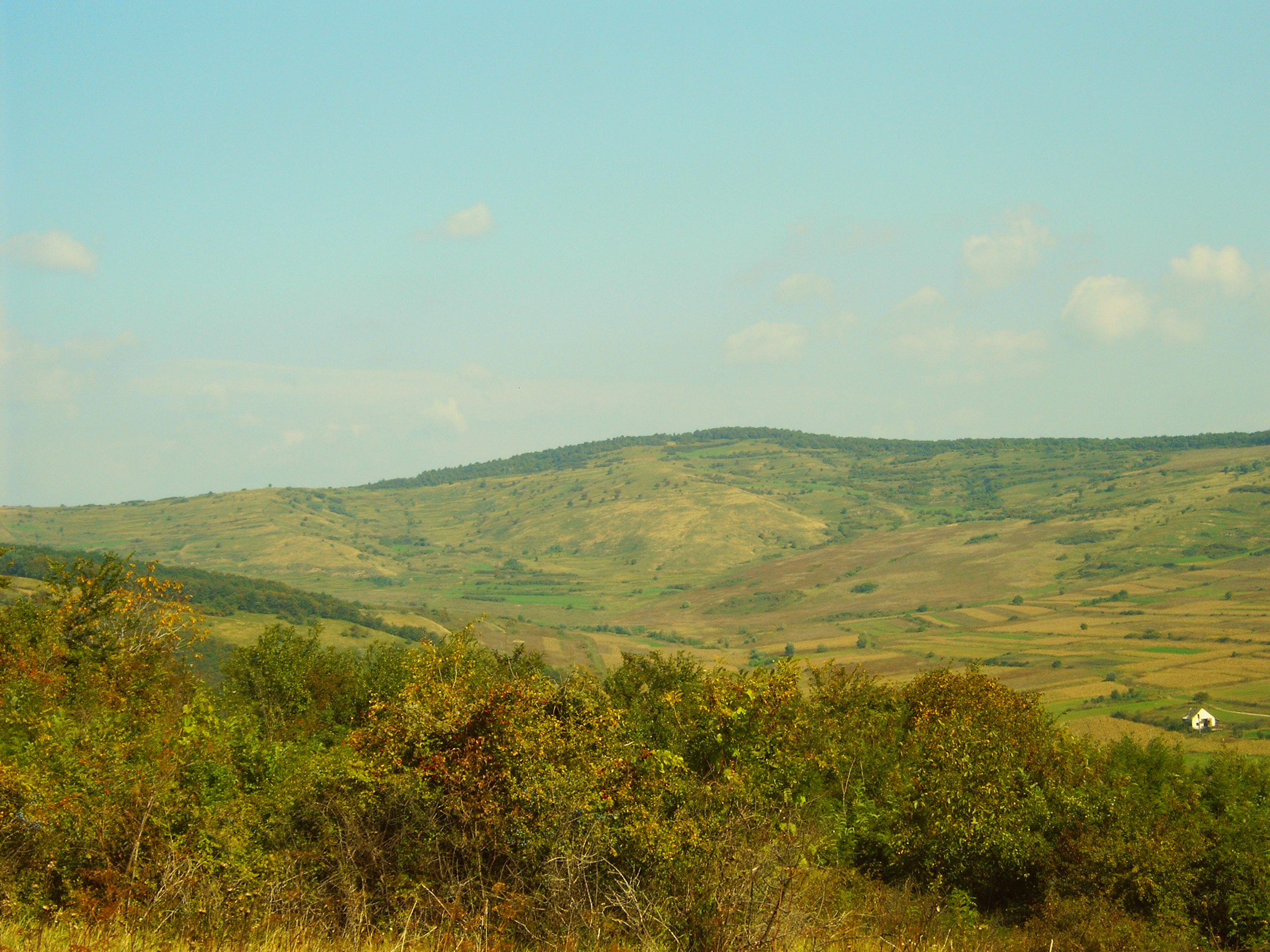
Kapus tető messziről (524 m)
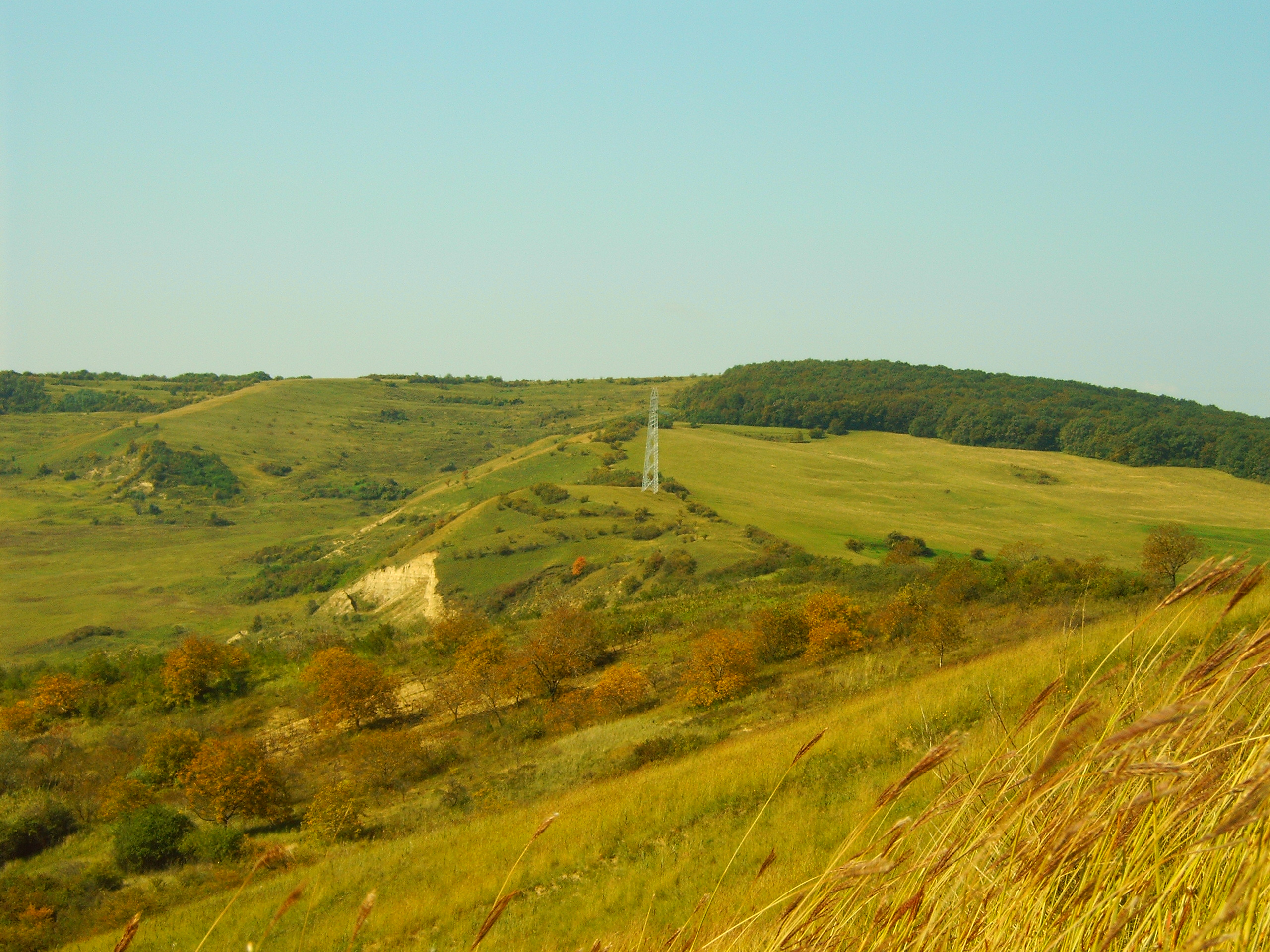
Masajgó – Nagyerdő (487 m)- Indiai szakadék
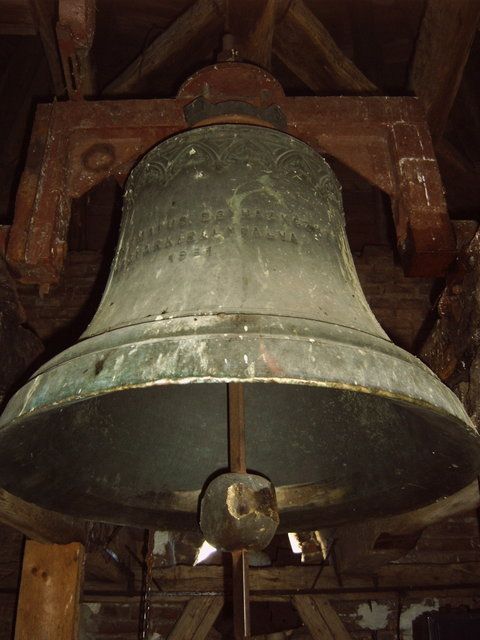
Nagy harang a református templom tornyában (1961)
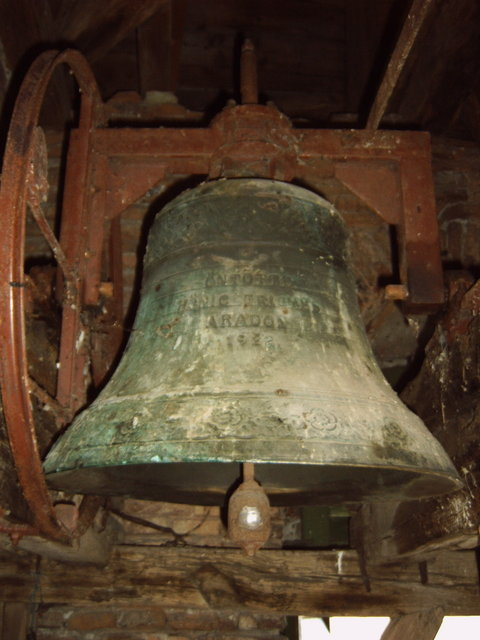
Kis harang a református templom tornyában (1922)
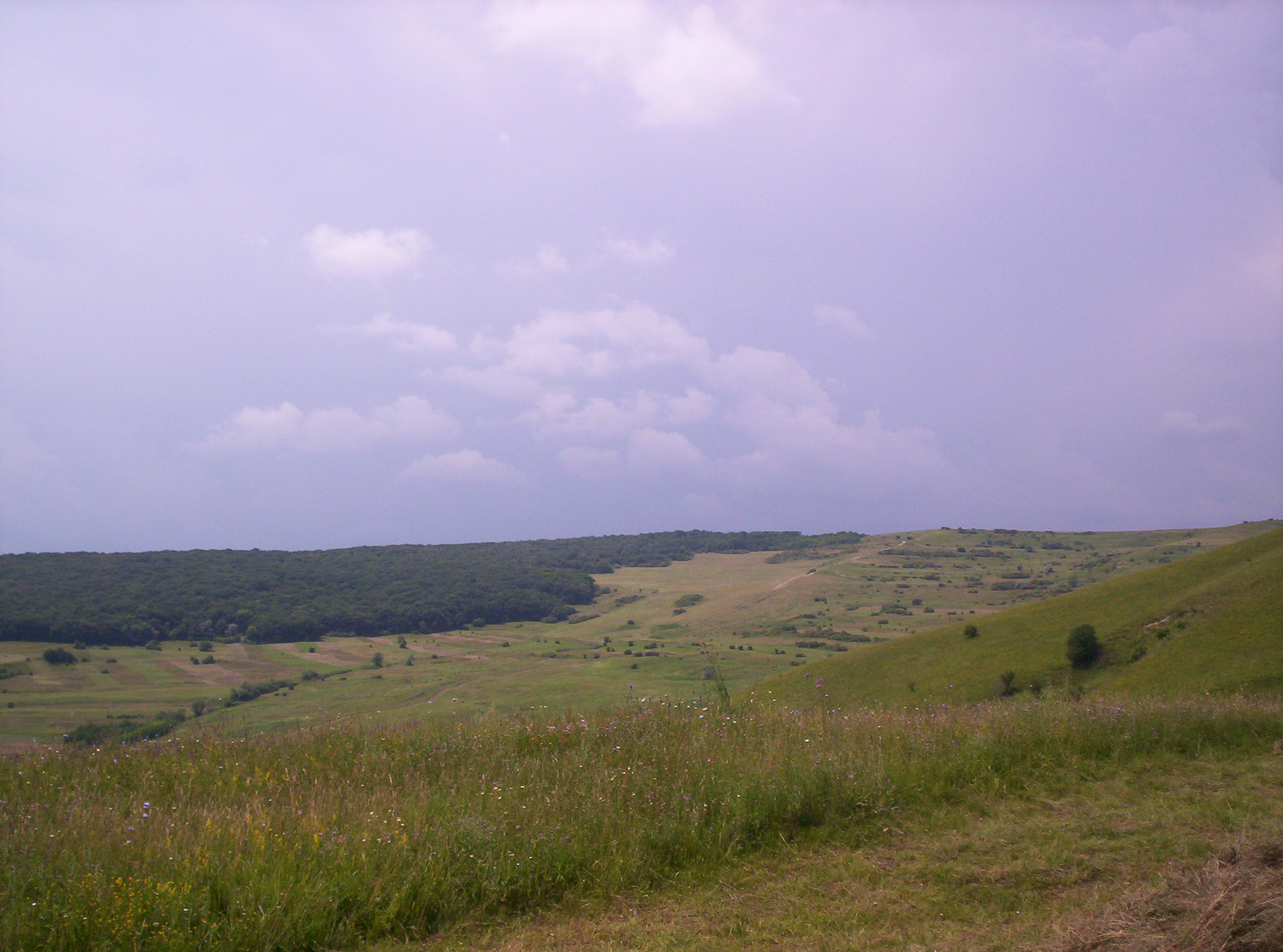
Bence – Szénafű – Ravaszig
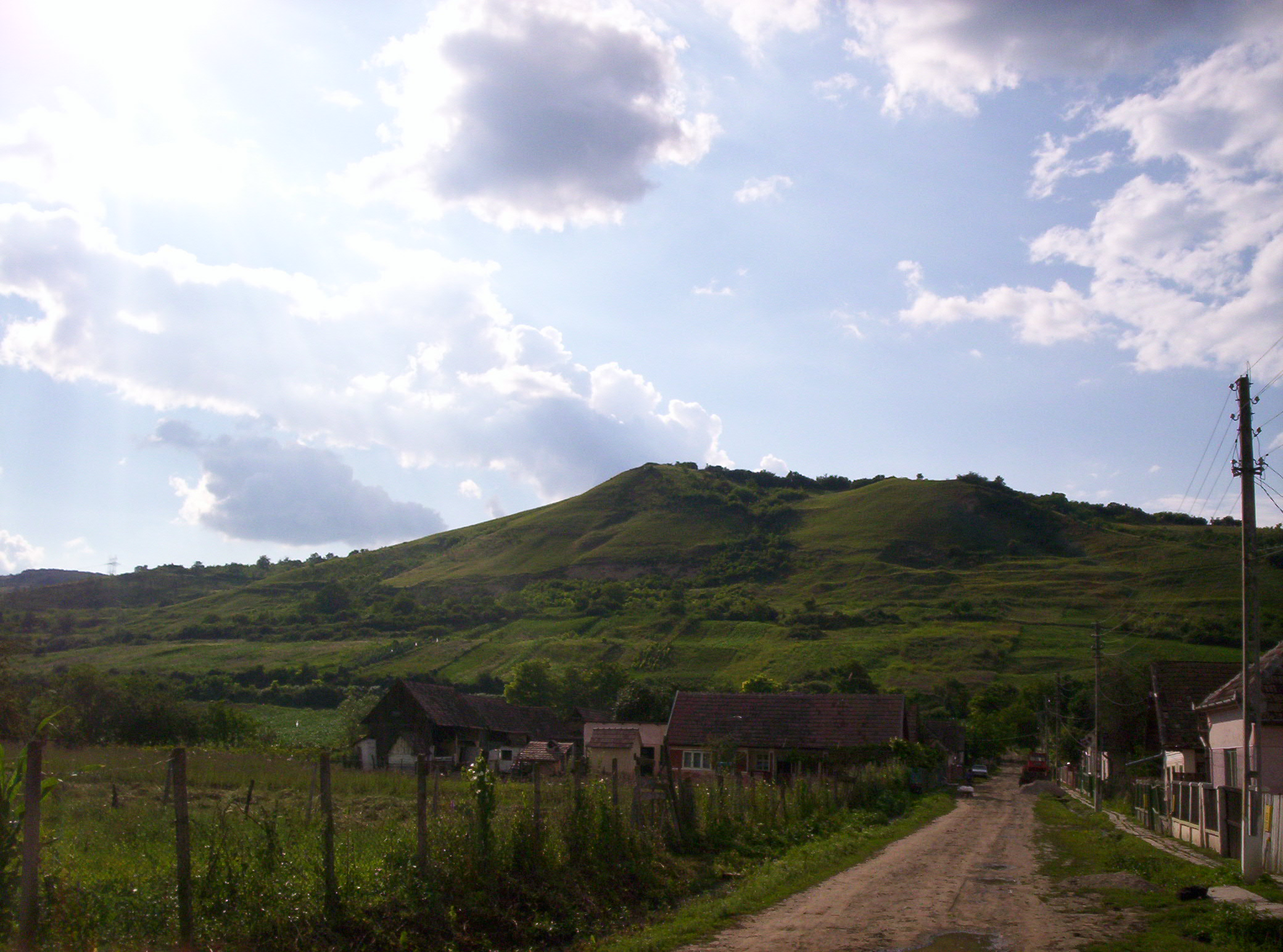
Fligoria tető a Repülőből
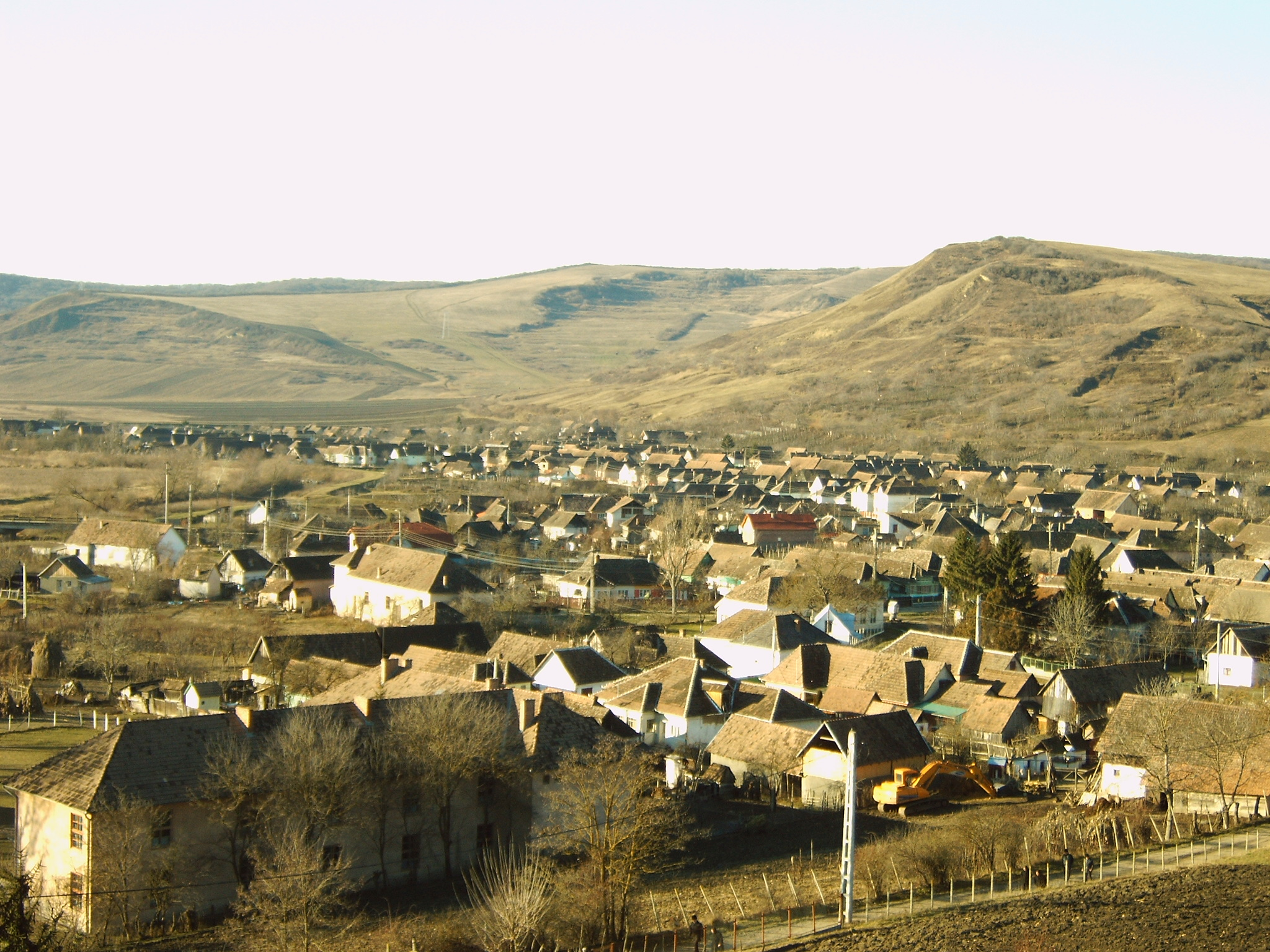
Panoráma
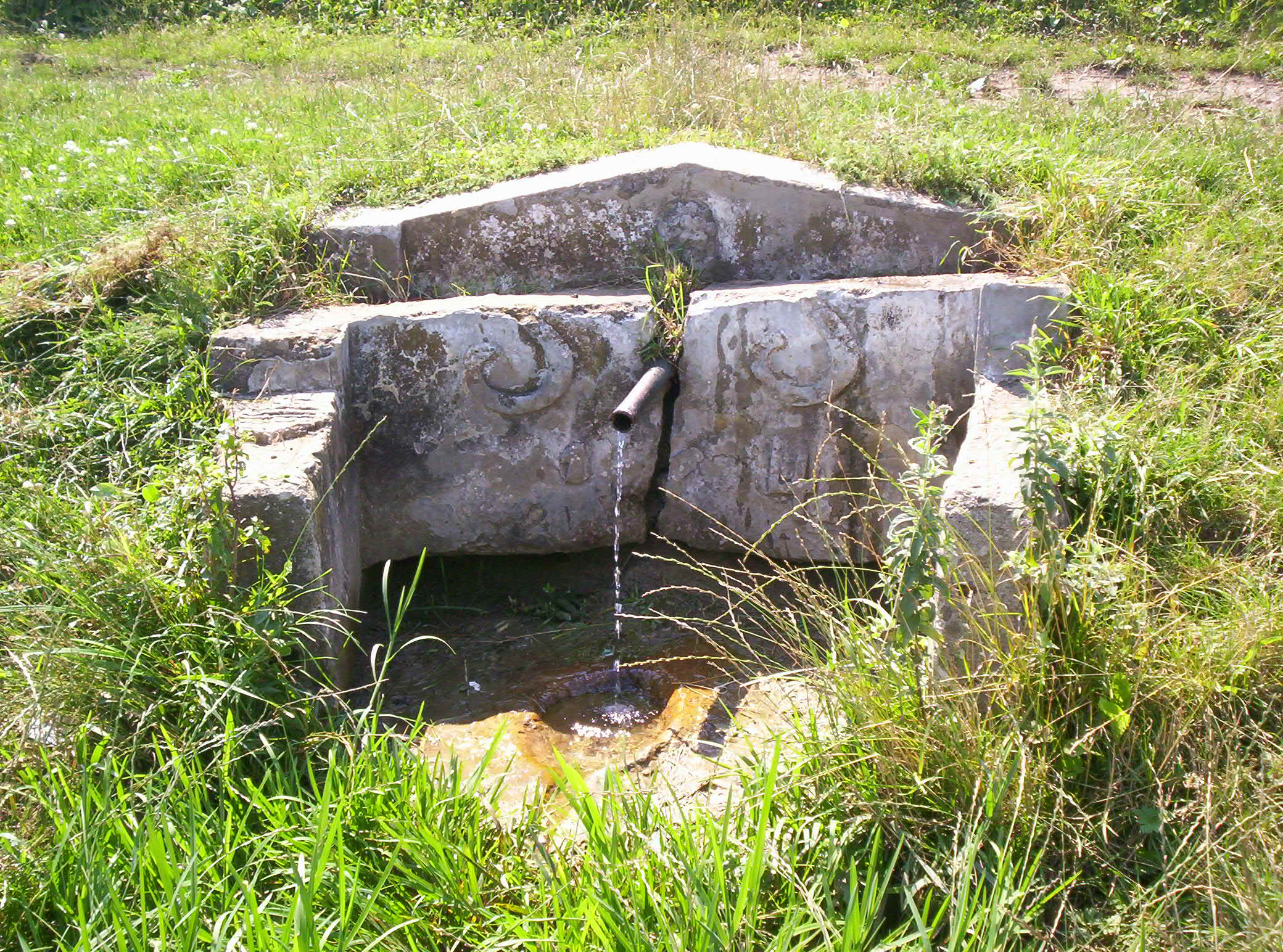
Söfner Samu csorgója, 1914
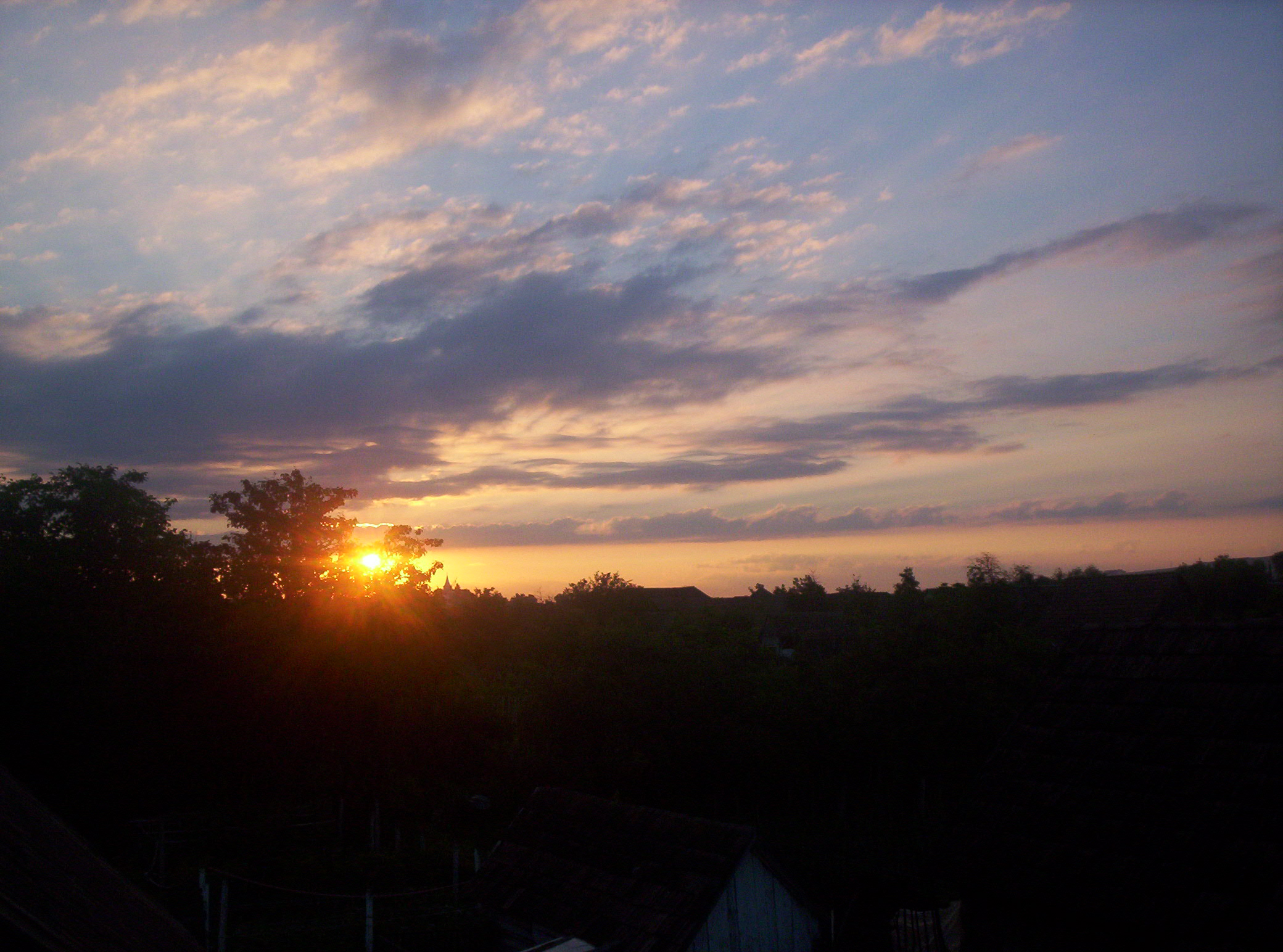
Királyfalvi napfelkelte
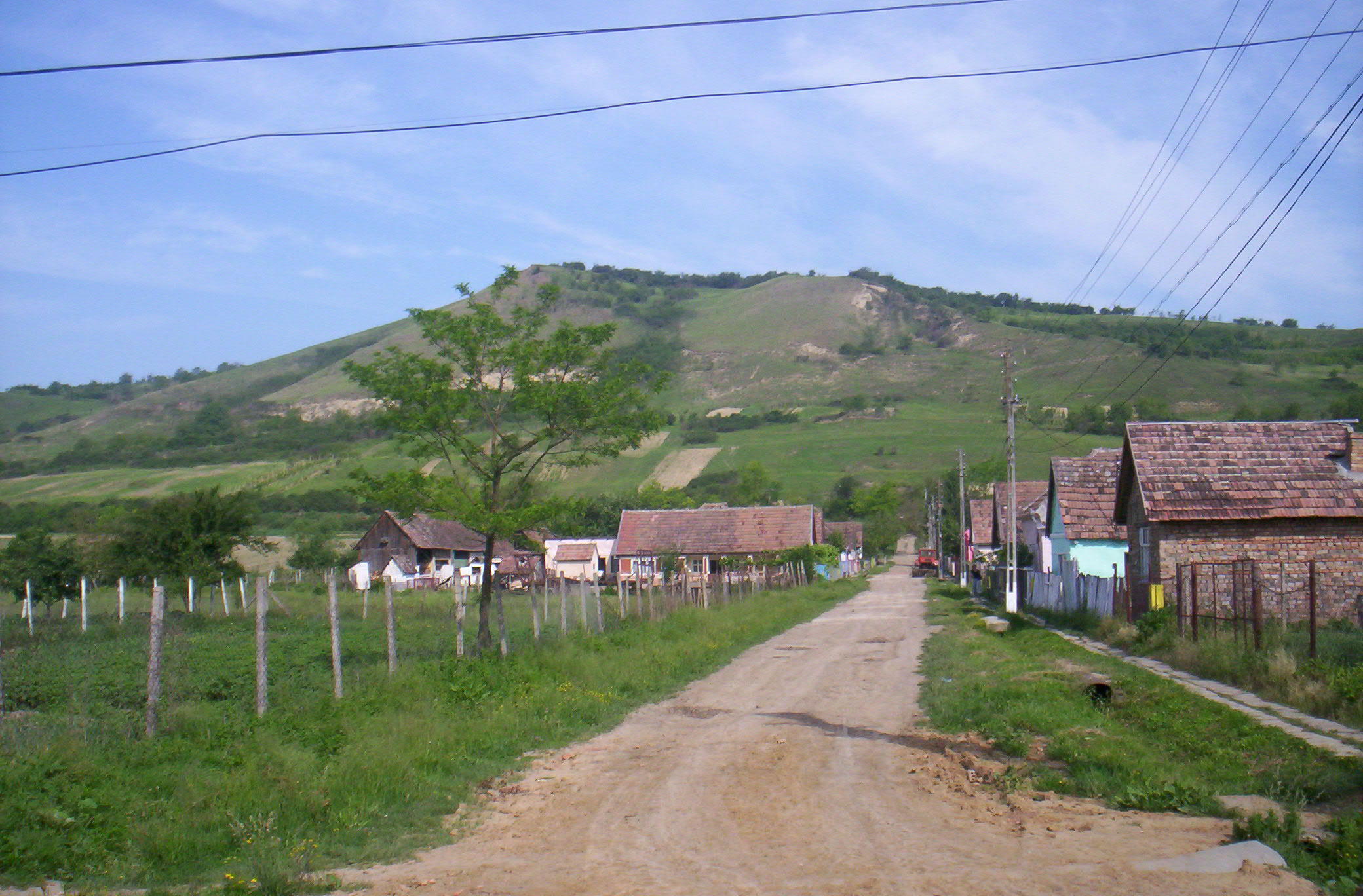
A falu